# I Am... Yours: An Intimate Performance at Wynn Las Vegas
I Am... Yours: An Intimate Performance at Wynn Las Vegas é um CD/DVD ao vivo da cantora americana Beyoncé que foi filmado no Teatro Encore em Las Vegas no dia 2 de Agosto de 2009 durante a turnê mundial I Am... Tour.
O concerto foi exibido no dia 26 de Novembro de 2009 na rede americana de televisão ABC. Nos Estados Unidos o álbum foi certificado como disco duplo de platina e ficou em primeiro lugar na lista dos DVDs mais vendidos de 2009.

## Faixas e formatos
O DVD e o Blu-ray são divididos em duas partes, uma com o show e a outra contendo mais de quinze minutos de imagens dos bastidores. Os CDs incluem apenas os áudios das apresentações principais, da mesma maneira que o DVD e o Blu-ray.

### Edição padrão(DVD e Blu-ray)
| Act One: Intimate... |                                                                                           |         |  |
| N.º                  | Título                                                                                    | Duração |  |
| 1.                   | "Scene One: Hello Introduction"                                                           | 3:47    |  |
| 2.                   | "Scene Two: Halo"                                                                         | 5:36    |  |
| 3.                   | "Scene Three: Irreplaceable"                                                              | 5:36    |  |
| 4.                   | "Scene Four: Sweet Dreams Medley" ("Sweet Dreams" / "Dangerously in Love" / "Sweet Love") | 9:28    |  |
| 5.                   | "Scene Five: If I Were a Boy" ("If I Were a Boy" / "You Oughta Know")                     | 5:30    |  |
| 6.                   | "Scene Six: Scared of Lonely"                                                             | 4:08    |  |
| 7.                   | "Scene Seven: That's Why You're Beautiful"                                                | 3:11    |  |
| 8.                   | "Scene Eight: Satellites"                                                                 | 2:32    |  |
| 9.                   | "Scene Nine:Resentment"                                                                   | 6:00    |  |

| Intermission |                                                                              |         |  |
| N.º          | Título                                                                       | Duração |  |
| 10.          | "Déjà Vu Jazz medley" ("It Don't Mean a Thing (If It Ain't Got That Swing)") | 2:01    |  |
| 11.          | "Déjà Vu"                                                                    | 1:57    |  |
| 12.          | "Tap Sequence" (Bebop)                                                       |         |  |

| Act Two: Storytelling | |         |  |
| N.º                   | Título | Duração |  |
| 13.                   | "Scene One: I Wanna Be Where You Are" ("I Wanna Be Where You Are" / "Welcome to Hollywood") | 3:18    |  |
| 14.                   | "Scene Two: Destiny's Child Medley" ("No, No, No Part 1" / "No, No, No Part 2" / "Bug a Boo" / "Bills, Bills, Bills" / "Say My Name" / "Jumpin', Jumpin'" / "Independent Women Part I" / "Bootylicious" / "Survivor") | 11:51   |  |
| 15.                   | "Scene Three: Beyoncé" ("Work It Out" / "'03 Bonnie & Clyde" / "Crazy in Love" / "Naughty Girl" / "Get Me Bodied") | 16:19   |  |
| 16.                   | "Scene Four: Single Ladies (Put a Ring on It)" ("Electric Feel" / "Single Ladies (Put a Ring on It)") | 5:40    |  |
| 17.                   | "Finale & End Credits" ("It Don't Mean a Thing (If It Ain't Got That Swing)" / "Ornithology") | 2:27    |  |

| Bônus |                                                   |         |  |
| N.º   | Título                                            | Duração |  |
| 1.    | "What Happens In Vegas..." (Cenas dos bastidores) | 24:08   |  |

### Deluxe Edition(CD/DVD)
| DVD            | |         |  |
| N.º            | Título | Duração |  |
| 1.             | "Hello Introduction" | 3:47    |  |
| 2.             | "Halo" | 5:36    |  |
| 3.             | "Irreplaceable" | 5:35    |  |
| 4.             | "Sweet Dreams Medley" ("Sweet Dreams" / "Dangerously in Love" / "Sweet Love") | 9:28    |  |
| 5.             | "If I Were a Boy" ("If I Were a Boy" / "You Oughta Know") | 5:30    |  |
| 6.             | "Scared of Lonely" | 4:08    |  |
| 7.             | "That's Why You're Beautiful" | 3:11    |  |
| 8.             | "Satellites" | 2:32    |  |
| 9.             | "Resentment" | 6:00    |  |
| 10.            | "Déjà Vu Jazz medley" ("It Don't Mean a Thing (If It Ain't Got That Swing)") | 2:01    |  |
| 11.            | "Déjà Vu" | 1:57    |  |
| 12.            | "I Wanna Be Where You Are" ("I Wanna Be Where You Are" / "Welcome to Hollywood") | 3:18    |  |
| 13.            | "Destiny's Child Medley" ("No, No, No Part 1" / "No, No, No Part 2" / "Bug a Boo" / "Bills, Bills, Bills" / "Say My Name" / "Jumpin', Jumpin'" / "Independent Women Part I" / "Bootylicious" / "Survivor") | 11:51   |  |
| 14.            | "Beyoncé" ("Work It Out" / "'03 Bonnie & Clyde" / "Crazy in Love" / "Naughty Girl" / "Get Me Bodied") | 16:19   |  |
| 15.            | "Single Ladies (Put a Ring on It)" ("Electric Feel" / "Single Ladies (Put a Ring on It)") | 5:40    |  |
| 16.            | "Finale & End Credits" ("It Don't Mean a Thing (If It Ain't Got That Swing)" / "Ornithology") | 2:27    |  |
| 17.            | "What Happens In Vegas... (bônus do menu)" (Cenas dos bastidores) | 24:08   |  |
| Duração total: | Duração total: | 1:38:19 |  |

| CD 1           |                                                                            |         |  |
| N.º            | Título                                                                     | Duração |  |
| 1.             | "Hello"                                                                    | 3:48    |  |
| 2.             | "Halo"                                                                     | 5:33    |  |
| 3.             | "Irreplaceable"                                                            | 5:38    |  |
| 4.             | "Sweet Dreams Medley" (Sweet Dreams / Dangerously in Love / Sweet Love)    | 9:27    |  |
| 5.             | "If I Were a Boy" (If I Were a Boy / You Oughta Know)                      | 5:35    |  |
| 6.             | "Scared of Lonely"                                                         | 4:08    |  |
| 7.             | "That's Why You're Beautiful"                                              | 3:14    |  |
| 8.             | "Satellites"                                                               | 2:31    |  |
| 9.             | "Resentment"                                                               | 6:02    |  |
| 10.            | "Déjà Vu Jazz medley" (It Don't Mean a Thing (If It Ain't Got That Swing)) | 2:05    |  |
| 11.            | "Déjà Vu"                                                                  | 2:05    |  |
| Duração total: | Duração total:                                                             | 50:05   |  |

| CD 2           | |         |  |
| N.º            | Título | Duração |  |
| 1.             | "I Wanna Be Where You Are" (I Wanna Be Where You Are / Welcome to Hollywood) | 3:24    |  |
| 2.             | "Destiny's Child Medley" (No, No, No Part 1 / No, No, No Part 2 / Bug a Boo / Bills, Bills, Bills / Say My Name / Jumpin', Jumpin' / Independent Women Part I / Bootylicious / Survivor) | 11:52   |  |
| 3.             | "Work It Out" | 3:27    |  |
| 4.             | "'03 Bonnie & Clyde" | 1:37    |  |
| 5.             | "Crazy in Love" | 6:55    |  |
| 6.             | "Naughty Girl" | 2:42    |  |
| 7.             | "Get Me Bodied" | 2:58    |  |
| 8.             | "Single Ladies (Put a Ring on It)" (Electric Feel / Single Ladies (Put a Ring on It)) | 5:41    |  |
| 9.             | "Finale" (It Don't Mean a Thing (If It Ain't Got That Swing) / Ornithology) | 2:26    |  |
| Duração total: | Duração total: | 41:02   |  |

### Versão instrumental ao vivo
| Live In Vegas Instrumentals |                                                             |         |  |
| N.º                         | Título                                                      | Duração |  |
| 1.                          | "Hello"                                                     | 3:46    |  |
| 2.                          | "Halo"                                                      | 5:22    |  |
| 3.                          | "Irreplaceable"                                             | 5:11    |  |
| 4.                          | "Sweet Dreams"                                              | 9:19    |  |
| 5.                          | "If I Were a Boy"                                           | 4:49    |  |
| 6.                          | "Scared Of Lonely"                                          | 4:06    |  |
| 7.                          | "That's Why You're Beautiful"                               | 3:10    |  |
| 8.                          | "Satellites"                                                | 2:18    |  |
| 9.                          | "Resentment"                                                | 5:45    |  |
| 10.                         | "Déjà Vu"                                                   | 3:30    |  |
| 11.                         | "I Wanna Be Where You Are"                                  | 1:59    |  |
| 12.                         | "Destiny's Child Medley"                                    | 10:55   |  |
| 13.                         | "Work It Out"                                               | 3:28    |  |
| 14.                         | "Bonnie & Clyde"                                            | 1:36    |  |
| 15.                         | "Crazy in Love"                                             | 6:52    |  |
| 16.                         | "Naughty Girl"                                              | 2:37    |  |
| 17.                         | "Get Me Bodied"                                             | 2:31    |  |
| 18.                         | "Single Ladies (Put A Ring On It)"                          | 5:38    |  |
| 19.                         | "Finale (It Don't Mean A Thing If It Ain't Got That Swing)" | 1:38    |  |
| Duração total:              | Duração total:                                              | 1:24:29 |  |

## Prêmios
| Grammy Awards | Grammy Awards | Grammy Awards                     | Grammy Awards |
| Ano           | Nomeação      | Categoria                         | Resultado     |
| ------------- | ------------- | --------------------------------- | ------------- |
| 2009          | "Halo (live)" | Best Female Pop Vocal Performance | Indicado      |

## Desempenho
| Tabelas musicais (2009 - 2010)              | Melhor posição |
| ------------------------------------------- | -------------- |
| Alemanha - German Albums Chart              | 85             |
| Alemanha - German Musik DVD Chart           | 16             |
| Austrália - ARIA Top 40 Music DVD           | 11             |
| Austrália - ARIA Urban Albums Chart         | 11             |
| Bélgica - Flandres DVD Chart                | 9              |
| Bélgica - Valônia Albums Chart              | 90             |
| Brasil - CD TOP 20 Semanal                  | 15             |
| Coreia do Sul - International Albums Charts | 16             |
| Espanha - Spanish DVD Chart                 | 7              |
| Espanha - Spanish Album Chart               | 8              |
| Estados Unidos - Top Music Video            | 1              |
| França - French Albums Chart                | 117            |
| Grécia - Greek Album Chart                  | 23             |
| Itália - DVD Musicali                       | 15             |
| Japão - Japan Albums Chart                  | 43             |
| México - Mexican Album Chart                | 58             |
| Nova Zelândia - Music DVD Chart             | 6              |
| Países Baixos - Concert DVDs                | 4              |
| Portugal - Portugal Albums Chart            | 18             |
| Chéquia - Top 20 Hudební video              | 6              |
| Chéquia - TOP50 Prodejní                    | 48             |
| Reino Unido - R&B/Hip-Hop Albums Chart      | 24             |
| Suécia - Swedish DVD Chart                  | 10             |

| Tabela musical (2010)                 | Posição |
| ------------------------------------- | ------- |
| Austrália - Top 40 Music DVD Chart    | 44      |
| Estados Unidos - Top Music Video      | 1       |
| Países Baixos - Dutch Music DVD Chart | 30      |

| País / Certificadora  | Certificação |     |
| DVD                   | DVD          | DVD |
| --------------------- | ------------ | --- |
| Austrália / ARIA      | Platina      |     |
| Estados Unidos / RIAA | 2× Platina   |     |

| Canção        | Tabelas musicais (2010)   | Melhor posição |
| ------------- | ------------------------- | -------------- |
| "Halo" (live) | Canadá - Canadian Hot 100 | 58             |

## Histórico de lançamento
| Edição Padrão  | Edição Padrão          |
| País           | Data                   |
| -------------- | ---------------------- |
| Austrália      | 20 de Novembro de 2009 |
| Bélgica        | 20 de Novembro de 2009 |
| França         | 20 de Novembro de 2009 |
| Países Baixos  | 20 de Novembro de 2009 |
| Estados Unidos | 23 de Novembro de 2009 |
| Israel         | 24 de Novembro de 2009 |
| Argentina      | 24 de Novembro de 2009 |
| Itália         | 27 de Novembro de 2009 |
| Brasil         | 1 de Dezembro de 2009  |
| Tailândia      | 22 de Dezembro de 2009 |

| Blu-ray        | Blu-ray                |
| País           | Data                   |
| -------------- | ---------------------- |
| Reino Unido    | 7 de Dezembro de 2009  |
| Países Baixos  | 12 de Dezembro de 2009 |
| Estados Unidos | 15 de Dezembro de 2009 |

| Deluxe Edition | Deluxe Edition         |
| País           | Data                   |
| -------------- | ---------------------- |
| Austrália      | 20 de Novembro de 2009 |
| Países Baixos  | 20 de Novembro de 2009 |
| Estados Unidos | 23 de Novembro de 2009 |
| Israel         | 24 de Novembro de 2009 |
| Japão          | 25 de Novembro de 2009 |
| Itália         | 27 de Novembro de 2009 |
| Brasil         | 1 de Dezembro de 2009  |
| Reino Unido    | 7 de Dezembro de 2009  |